# Marcus Lawrence Ward

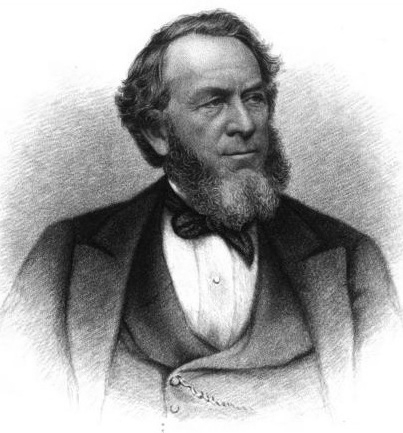

Marcus Lawrence Ward (ur. 9 listopada 1812 w Newark, zm. 25 kwietnia 1884 tamże) – amerykański polityk, działacz Partii Republikańskiej.
W latach 1866–1869 pełnił funkcję gubernatora New Jersey. Od 1866 do 1868 zajmował stanowisko przewodniczącego Krajowego Komitetu Partii Republikańskiej. W latach 1873–1875 reprezentował 6. okręg New Jersey w Izbie Reprezentantów Stanów Zjednoczonych. 
W 1840 poślubił Susan Longworth Morris. Para miała ośmioro dzieci.